# Hohne-Eiche
Koordinaten: 51° 46′ 18″ N, 10° 43′ 24,8″ O

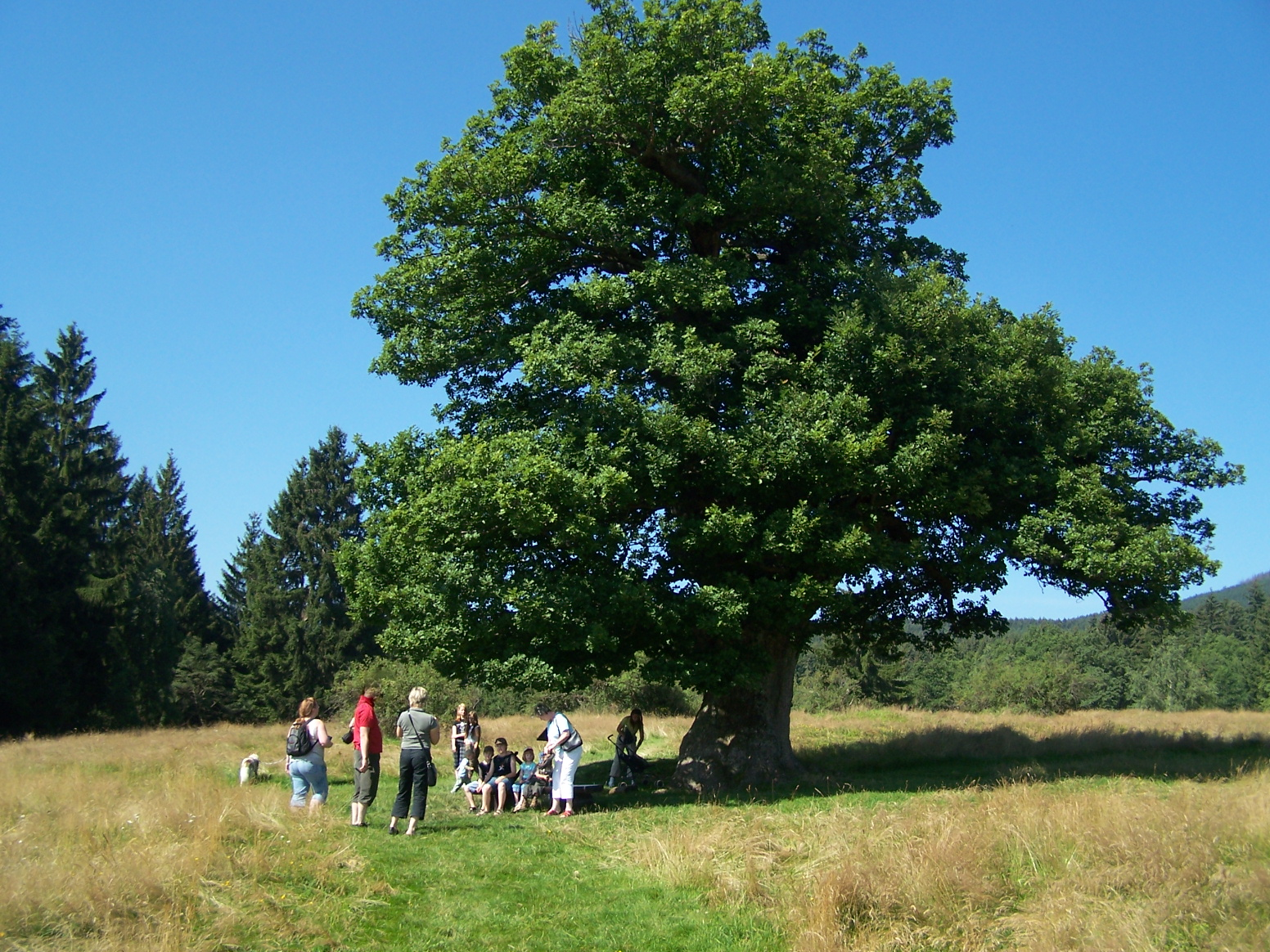
Hohne-Eiche (2007)

Die Hohne-Eiche, seltener auch Hohneeiche geschrieben, im Harz ist eine über 400 Jahre alte Eiche bei Drei Annen Hohne im Landkreis Harz in Sachsen-Anhalt. Von der Deutschen Dendrologischen Gesellschaft wurde die Hohne-Eiche als Rekordbaum eingestuft. Im August 2025 erhielt die Eiche den Status eines Nationalerbe-Baums.

## Geographische Lage
Die Hohne-Eiche befindet sich im Oberharz im Nationalpark Harz. Sie steht als Einzelbaum etwa 500 m oberhalb des Bahnhofs Drei Annen Hohne auf der Hohnewiese und kann nur zu Fuß erreicht werden. Dazu muss zunächst vom Bahnhof etwa 50 in Richtung Ortsausgang nach Wernigerode und dann an der Einmündung der von Elbingerode kommenden Straße links den später Glashüttenweg genannten Fahrweg leicht bergauf gegangen werden. Nach 300 m öffnet sich links die Hohnewiese, auf der die Eiche steht.
Unmittelbar an der Hohne-Eiche führt auch der Löwenzahn-Entdeckerpfad vorbei. Neben der Eiche befindet sich eine Möglichkeit zur Rast in Form von Tisch und Ruhebänken.

## Beschreibung
Die Hohne-Eiche ist als Naturdenkmal (ND) (Nr. 491) ausgewiesen. Es handelt sich um eine Traubeneiche (Quercus petraea). Schätzungsweise wurde die Hohne-Eiche um das Jahr 1600 gepflanzt. Noch bis zum Ersten Weltkrieg befand sich auf der Hohne-Eiche eine hölzerne Kanzel, die mit Hilfe einer angelegten Holzleiter bestiegen werden konnte. Bereits zum damaligen Zeitpunkt entwickelte sich die Hohne-Eiche zu einem beliebten Ausflugsziel von Touristen vor allem aus den beiden umliegenden Städten Wernigerode und Elbingerode (Harz).
Die Behauptung, dass es sich um eine Gerichtseiche handelt, lässt sich urkundlich nicht nachweisen, zumal bei der geringen Besiedlung der Umgebung es ohnehin unwahrscheinlich ist, dass unter dieser Eiche jemals Gericht gehalten wurde.
Am mächtigen Stamm der Hohne-Eiche finden sich mehrere Spuren eines Brandes, die unmittelbar am Ende des Zweiten Weltkrieges entstanden sind, als ein unter der Eiche abgestellter Wehrmachts-Panzerkampfwagen VI Tiger zerstört wurde.
2014 pflanzten Junior-Ranger auf der Hohnewiese eine weitere Traubeneiche.

## Maße
- Stammumfang: 4,99 m in 1,3 m Höhe
- Höhe: ca. 13 m
- Durchmesser der Baumkrone: ca. 15 m